# پشت‌صحنه (فیلم ۱۹۱۹)
پشت‌صحنه (انگلیسی: Back Stage) فیلمی کوتاه به کارگردانی راسکو آرباکل محصول سال ۱۹۱۹ کشور ایالات متحده آمریکا است.

## بازیگران
- راسکو آرباکل
- باستر کیتون
- ال سنت جان
- چارلز ای. پوست
- مالی مالون
- جان هنری کوگان جونیور (با نام جان کوگان)